# Asterix

Sigla

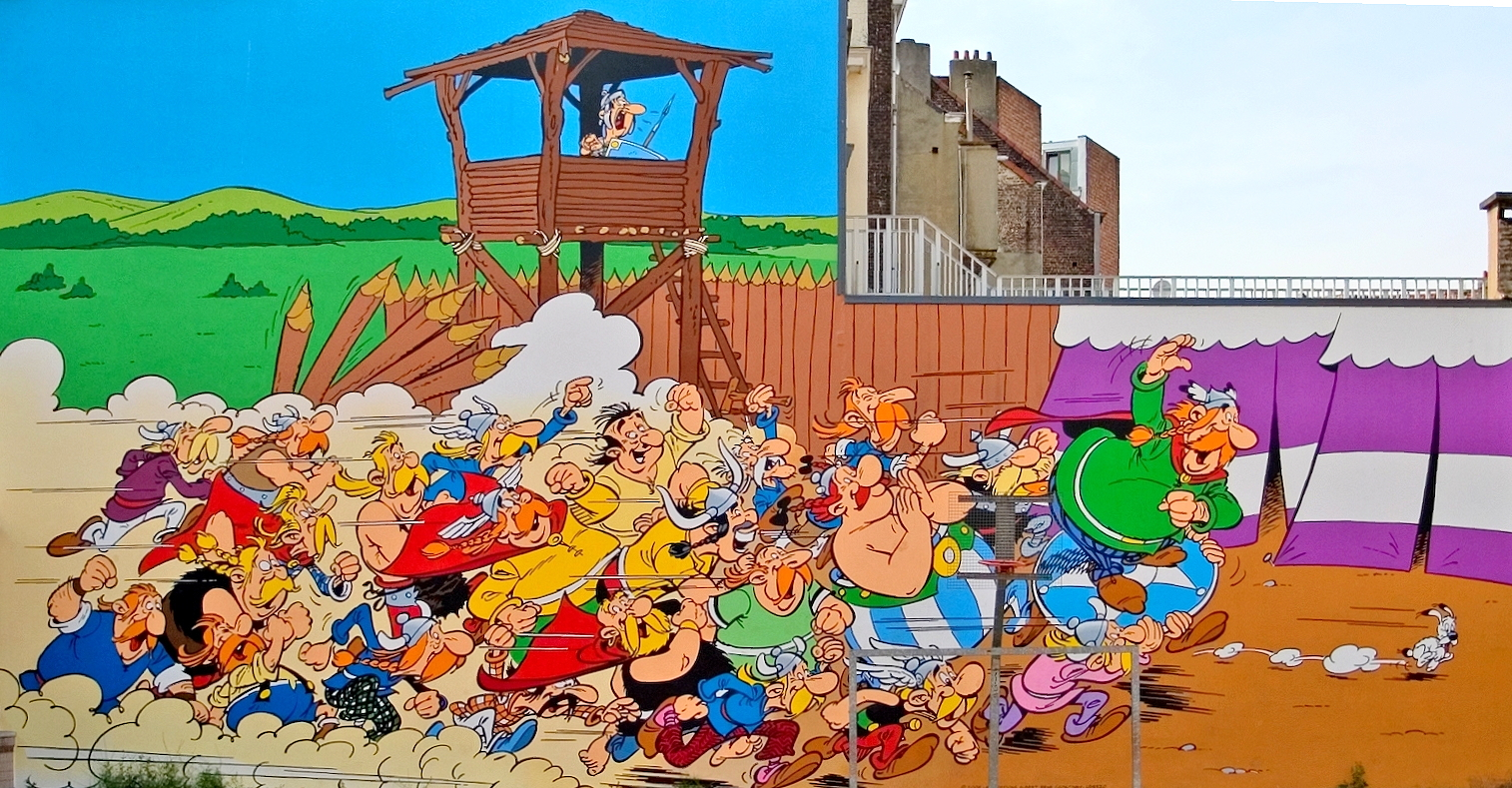
Pictură murală la Bruxelles

Asterix (în original: Astérix le Gaulois) este titlul unui ciclu de benzi desenate al căror autori sunt René Goscinny (1926 - 1977) (scenariul) și Albert Uderzo (1927 - 2020) (desenele și, după moartea lui Goscinny, și scenariul). Din 2013 Jean-Yves Ferri (scenariul) și Didier Conrad (desenele) sunt autorii.
Aceste benzi desenate, a căror acțiune se desfășoară în antichitate, în timpul cucerii Galiei de către Imperiul Roman, sunt printre cele mai reușite seriale comice franceze. El cuprinde istorii aventuroase scurte comice, satirice, fiind destinat publicului de orice vârstă. Numele lui Asterix, ca și cel al lui Obelix, este o invenție asociată termenilor comuni „asterisc” (< fr. astérisque, lat. asteriscus) și „obelisc” (< fr. obélisque), dar trimițând ironic la sufixul -ix, specific onomasticii Galilor, precum Vercingetorix (căpetenie a Galilor, menționată în repetate rânduri de Caesar în Commentarii de Bello Gallico).
Succesul albumelor de benzi desenate a făcut ca unele dintre aceste aventuri să fie transpuse într-o serie de desene animate și în cinci filme.
Editura Egmont România a publicat în anii 1990 șase volume în România. Din 2017 Editura Grafic publică volumele de Asterix.

## Volume

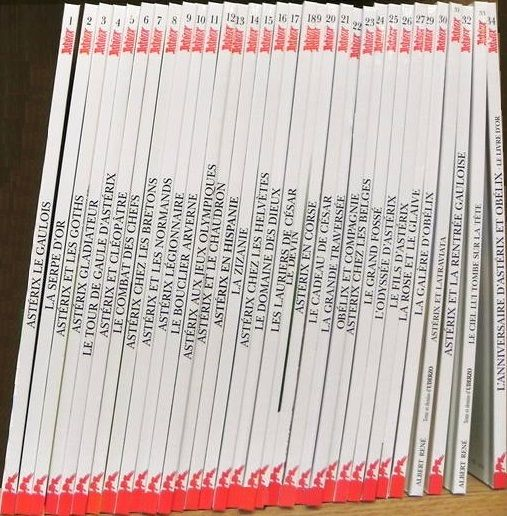
colecție de volume din seria Asterix

Scenariu: René Goscinny, desene: Albert Uderzo
- 1 Astérix le Gaulois, 1961 (Asterix eroul Galilor, 1994, Asterix, viteazul gal, 2017)
- 2 La Serpe d'or, 1962 (Asterix și cosorul de aur, 1995, 2018)
- 3 Astérix et les Goths, 1963 (Asterix și goții, 2000, 2019)
- 4 Astérix gladiateur, 1964 (Asterix gladiator, 1996, 2023)
- 5 Le Tour de Gaule d'Astérix, 1965 (Asterix și Turul Galiei, 2023)
- 6 Astérix et Cléopâtre, 1965 (Asterix și Cleopatra, 1994)
- 7 Le Combat des chefs, 1966 (Bătălia dintre Șefi, 2000; Asterix și duelul șefilor, 2025)
- 8 Astérix chez les Bretons, 1966
- 9 Astérix et les Normands, 1966
- 10 Astérix légionnaire, 1967
- 11 Le Bouclier arverne, 1968
- 12 Astérix aux Jeux Olympiques, 1968
- 13 Astérix et le chaudron, 1969
- 14 Astérix en Hispanie, 1969
- 15 La Zizanie, 1970
- 16 Astérix chez les helvètes, 1970
- 17 Le Domaine des dieux, 1971
- 18 Les Lauriers de César, 1972
- 19 Le Devin, 1972
- 20 Astérix en Corse, 1973
- 21 Le Cadeau de César, 1974
- 22 La Grande Traversée, 1975
- 23 Obélix et Compagnie, 1976
- 24 Astérix chez les Belges, 1979

Scenariu și desene: Albert Uderzo
- 25 Le Grand Fossé, 1980,
- 26 L'Odyssée d'Astérix, 1981
- 27 Le Fils d'Astérix, 1983
- 28 Astérix chez Rahàzade, 1987
- 29 La Rose et le Glaive, 1991
- 30 La Galère d'Obélix, 1996
- 31 Astérix et Latraviata, 2001
- 32 Astérix et la Rentrée gauloise, 2003

Scenariu: Albert Uderzo, desene: Frédéric Mébarki, Albert Uderzo
- 33 Le ciel lui tombe sur la tête, 2005

Scenariu: Albert Uderzo, desene: Albert Uderzo, Thierry Mébarki
- 34 L'anniversaire d'Astérix et Obélix' - Le Livre d'or, 2009

Scenariu: Jean-Yves Ferri, desene: Didier Conrad
- 35 Astérix chez les Pictes, 2013
- 36 Le Papyrus de César, 2015
- 37 Astérix et la Transitalique, 2017 (Asterix și Transitalica, 2023)
- 38 La Fille de Vercingétorix, 2019
- 39 Astérix et le Griffon, 2021

Scenariu: Fabcaro, desene: Didier Conrad
- 40 L'Iris blanc, 2023[8]

## Desene animate
1. Astérix le Gaulois (1967)
2. Astérix et Cléopâtre (1968)
3. Les Douze Travaux d'Astérix (1976)

Casca lui Asterix

4. Astérix et la surprise de César (1985)
5. Astérix chez les Bretons (1986)
6. Astérix et le coup du menhir (1989)
7. Astérix et les Indiens (1994)
8. Astérix et les Vikings (2006)
9. Le Domaine des dieux (2014)
10. Astérix: Le Secret de la potion magique (2018)

## Filme

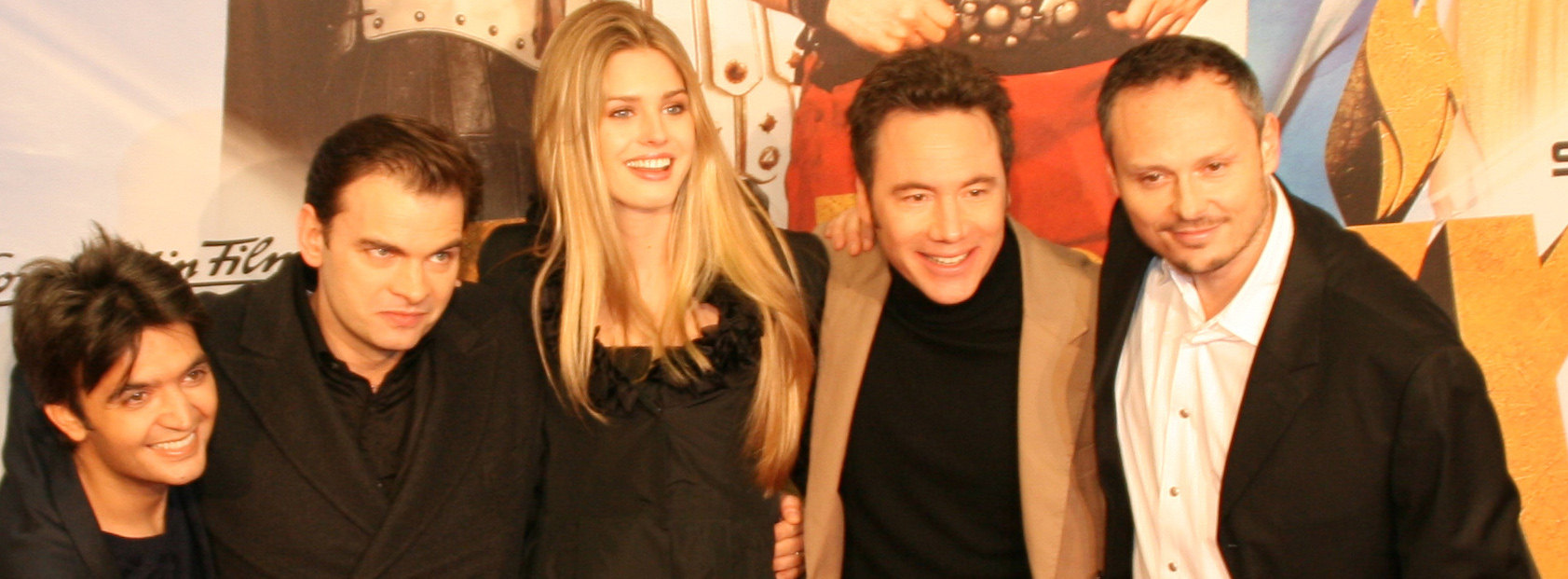
Thomas Langmann, Clovis Cornillac, Vanessa Hessler, Michael Herbig și Frederic Forestier la premiera filmului Astérix aux Jeux Olympiques

1. Astérix et Obélix contre César (1999) de Claude Zidi cu Christian Clavier (Asterix), Gérard Depardieu (Obelix), Roberto Benigni (Tullius Detritus)
2. Astérix și Obélix: Misiune Cleopatra (2002) de Alain Chabat cu Christian Clavier (Asterix), Gérard Depardieu (Obelix), Jamel Debbouze (Numerobis)
3. Astérix aux Jeux Olympiques (2008) de Frédéric Forestier, Thomas Langmann cu Clovis Cornillac (Asterix), Gérard Depardieu (Obelix), Benoît Poelvoorde (Marcus Junius Brutus), Alain Delon (Iulius Cezar)
4. Asterix și Obelix: În slujba Majestății Sale (2012)
5. Astérix et Obélix: L'Empire du Milieu (2023)